# Williamsburg (Nouveau-Mexique)
Pour les articles homonymes, voir Williamsburg.
Williamsburg est un village de l'État américain du Nouveau-Mexique, situé dans le Comté de Sierra. Selon le recensement de 2010, sa population est de 449 habitants.